# Hrihorij Olekszandrovics Hamarnik
Hrihorij Olekszandrovics Hamarnik ukránul: Григорій Олександрович Гамарник, oroszul: Григорий Александрович Гамарник (Zinovjevszk, 1929. április 22. – New York-Brooklyn, USA, 2018. április 18.) világbajnok szovjet-ukrán birkózó.

## Pályafutása
Az 1955-ös karlsruhei világbajnokságon kötöttfogásban aranyérmes lett. 1958-ben a budapesti világbajnokságon váltósúlyban ezüstérmet szerzett. Részt vett az 1960-as római olimpián. Négyszer nyert szovjet bajnokságot (1953, 1956, 1957, 1958). Visszavonulása után 1970 és 1991 között az ukrán birkózó válogatott szövetségi kapitánya volt.

## Sikerei, díjai
- Világbajnokság – kötöttfogás
  - aranyérmes: 1955 (könnyűsúly)
  - ezüstérmes: 1958 (váltósúly)